# آگنیشکا ماندات
آگنیشکا ماندات (لهستانی: Agnieszka Mandat؛ زادهٔ ۲۹ مهٔ ۱۹۵۳) بازیگر اهل لهستان است. او در سال ۱۹۷۶ از مدرسه عالی دولتی تئاتر در کراکوف فارغ‌التحصیل شد.
از فیلم‌ها یا مجموعه‌های تلویزیونی که وی در آن‌ها نقش داشته‌است، می‌توان به با گذشتِ روزها، از پسِ سال‌ها…، تاج پادشاهان، رنگ‌های خوشبختی، قانون حقیقی، ردپا و کارول: مردی که پاپ شد اشاره نمود.